# Marianna Kalinowska-Zdun
Marianna Kalinowska-Zdun vel Maria Kalinowska-Zdun (ur. 14 sierpnia 1930 w Gałkach, pow. Sokołów Podlaski, woj. mazowieckie, zm. 25 października 2017 w Warszawie) – polska agronom, profesor nauk rolniczych, wykładowca Szkoły Głównej Gospodarstwa Wiejskiego w Warszawie.
Ukończyła szkołę podstawową w rodzinnej miejscowości. W latach 1948–1950 kontynuowała naukę w Państwowym Praskim Gimnazjum i Liceum Żeńskim w Warszawie. Po ukończeniu liceum rozpoczęła studia wyższe na Wydziale Rolniczym Szkoły Głównej Gospodarstwa Wiejskiego w Warszawie, które ukończyła w 1955 roku.
Po ukończeniu studiów rozpoczęła pracę jako asystent, a następnie starszy asystent w Zakładzie Szczegółowej Uprawy Roślin SGGW. W roku 1964 uzyskała stopień doktora nauk rolniczych pod kierunkiem prof. dra hab. Zygmunta Nawrockiego. Tematem pracy doktorskiej był Wpływ poziomów wilgotności gleby i długości dnia na plonowanie komonicy zwyczajnej (Lotus corniculatus L.). W latach 1964–1976 pracowała jako adiunkt w Instytucie Produkcji Roślinnej SGGW, uzyskując w roku 1974 stopień doktora habilitowanego. Tematem pracy habilitacyjnej było Studium nad gromadzeniem masy u buraka cukrowego (Beta vulgaris var. saccharifera) na tle różnych czynników środowiska. W latach 1976–1984 pracowała na stanowisku docenta w Zakładzie Szczegółowej Uprawy Roślin SGGW.
Marianna Kalinowska-Zdun w latach 1984–1990 pracowała w Algierii, jako profesor i wykładowca w Narodowym Instytucie Agronomicznym w Algierze i na Uniwersytecie w Satif na Wydziale Biologii i Rolnictwa. Następnie po powrocie do Polski kontynuowała pracę w Zakładzie Szczegółowej Uprawy Roślin SGGW, w latach 1990–1992 jako profesor nadzwyczajny, a od roku 1992 do przejścia na emeryturę do 2000 roku jako profesor zwyczajny.
Była promotorem 6 prac doktorskich (J. Podlaska – 1982, J. Rozbicki – 1986, Z. Wyszyński – 1986, B. Broniecka – 1988, Namoune Hacene – 1989, B. Roszkowska – 1998) oraz promotorem 65 prac magisterskich w Polsce i 10 inżynierskich w Algierii. Była autorem lub współautorem około 100 publikacji naukowych.
W latach 1993–1996 pełniła funkcję Dziekana Wydziału Rolniczego SGGW. Innymi funkcjami organizacyjnymi pełnionymi w SGGW były: w latach 1976–1979 – Kierownik Zakładu Szczegółowej Uprawy Roślin w Instytucie Produkcji Roślinnej oraz w latach 1997–1999 – Kierownik Katedry Szczegółowej Uprawy Roślin.